# Демаши (композитор)
Господин Демаши (дe Maши) (фр. Le Sieur de Machy (Demachy), не позже 1646, Франция — не раньше 1692, Париж (?)) — французский композитор, представитель стиля барокко, исполнитель на виоле да гамба и лютне, композитор, педагог, известный в настоящее время, главным образом, своим сборником «Pièces de Violle en Musique et en Tablature» (1685), который является ценным источником информации об исполнительской практике своего времени.

## Биография
Точных документальных свидетельств о жизни и творческой деятельности композитора сохранилось крайне мало. Неизвестно его имя, точное место и даты рождения и смерти. Его преподавателем игры на виоле и, предположительно, лютне, был Николя Отман, скончавшийся в Париже в 1663 году, можно предполагать на основе этого, что он родился не позже 1646 года. В 1685 году он напечатал свой единственный сохранившийся до нашего времени сборник сочинений для виолы соло «Pièces de Violle en Musique et en Tablature» (танцевальные пьесы разделены на восемь сюит). К 1688 году относится его публичная дискуссия с другим исполнителем на виоле да гамба — Жаном Руссо. Известно, что Демаши все ещё проживал в Париже в 1692 году. После этой даты никаких свидетельств о нём нет. Деятельность его проходила в правление Людовика XIV, являвшегося тонким ценителем музыки, однако нет документальных свидетельств, которые убедительно доказывали бы его присутствие и постоянную работу при королевском дворе. Вероятно, он был преподавателем игры на виоле и сольным исполнителем.

## Сочинения
Демаши называл себя первым композитором, произведения которого для виолы да гамба были опубликованы. С формальной точки зрения это не правильно, так как «Fantaisies pour les violles» Николя Метрю уже были опубликованы в 1642 году, то есть за сорок три года до сборника Демаши. Однако и произведения Метрю и другие подобные произведения, были написанные для виолы да гамба в качестве инструмента сопровождающего сольный инструмент, в то время, как Демаши создал свой сборник пьес в традиции Николя Отмана и господина де Сент-Коломба, то есть для сольного исполнения. Сборник представляет собой восемь Сюит, которым предшествует Введение, имеющее высокую историческую ценность, так как оно посвящено самым распространенным мелодическим фигурам (орнаментике), используемым музыкантами в процессе исполнения произведения, а также методам игры на этом инструменте.

## Преподавательская деятельность и теория исполнительства
До нашего времени сохранились документы публичного заочного спора, относящегося к 1688 году, который вел господин Демаши с другим крупным исполнителем на этом музыкальном инструменте — Жаном Руссо (известно, что он сочинял и музыку для виолы, но произведений Руссо, в отличие от Демаши, не сохранилось). Предметом спора было мастерство исполнения на виоле (в терминологии того времени «правильные способы» игры на виоле), а также методы преподавания исполнительской техники на этом инструменте. Рекомендации Демаши (его сочинение не сохранилось полностью) являются краткими и точными в противоположность советам его оппонента, а подход к преподаванию является значительно более прагматичным, чем у Руссо, литературный стиль которого излишне напыщенный и грешит декламацией в ущерб содержательной стороне. Дискуссия двух музыкантов представляет собой интерес и как собрание кратких известий о музыкальной жизни Франции и её оценок самими музыкантами в 1660—1688 годах. В частности, интерес представляет обсуждение причин отставки в 1662 году придворного клавесиниста Жака де Шамбоньера в связи с его отношением к использования баса для сопровождения сольного клавесина.

## Судьба творческого наследия
Демаши был современником крупнейших исполнителей и сочинителей музыки для виолы: Николя Отмана, господина де Сент-Коломба и Марена Маре. Сам он при жизни находился в тени их славы. Тем не менее, известный исполнитель на виоле да гамба Паоло Пандольфо утверждает, что в ранних произведениях Марена Маре можно услышать отголоски знакомства с сочинениями Демаши. В XVIII—XX веках они были забыты, но в начале нашего века к ним появился интерес, а признание таланта и своеобразия композитора и известность его произведениям принесло исполнение Сюит для виолы итальянским музыкантом Паоло Пандольфо и его запись четырёх из восьми Сюит на диск в 2012 году фирмой Glossa.